# Gewerkschaft Metall-Textil-Nahrung
Die Gewerkschaft Metall-Textil-Nahrung (GMTN) war eine österreichische Gewerkschaft, die am 9. Mai 2006 aus der Fusion der Gewerkschaft Metall-Textil (GMT) und der Gewerkschaft Agrar-Nahrung-Genuss (GANG) hervorging.
Erster Bundesvorsitzender war Erich Foglar. Die Bundessekretäre waren Manfred Felix, Karl Haas und Franz Riepl.
Die Ehrenvorsitzenden waren Rudolf Nürnberger, Leopold Simperl, Josef Staribacher und Sepp Wille.
Unter dem Motto Selbstbewusst. Kämpferisch. Solidarisch wurde am 26. November 2009 die gewerkschaft PRO-GE aus der GMTN und der Gewerkschaft der Chemiearbeiter (GdC) im Austria Center Wien gegründet.